# ババンババンバンバンパイア
『ババンババンバンバンパイア』は、奥嶋ひろまさによる日本の漫画作品。『別冊少年チャンピオン』（秋田書店）にて、2021年11月号より連載されている。通称は「バババ」。銭湯で働く吸血鬼と銭湯の息子を描いた「BL（ブラッディ・ラブコメ）」。コミックナタリーによると、「BL」を「ブラッディ・ラブコメ」と読む漫画は、前代未聞である。
2024年2月、実写映画化とテレビアニメ化が発表された。テレビアニメは2025年1月から3月まで放送された。実写映画は当初2025年2月14日に公開予定だったが、1月14日に公開延期が発表され、7月4日に公開。同年7月、舞台化が発表され9月に上演予定。

## 沿革
2021年6月11日発売の『別冊少年チャンピオン』7月号にて、本作の原点となる読み切り「軍服さん〜吸血鬼と恋〜」を掲載。同作は吸血鬼のコメディを描いた内容で、作者の奥嶋の同誌初登場作品である。同年8月12日発売の『別冊少年チャンピオン』9月号にて、本作の連載が告知される。同年10月13日発売の同誌より、連載を開始。
2022年、『川島・山内のマンガ沼』にて本作が取り上げられる。
2023年、メディア化が発表される。2024年2月29日のにんにくの日に、実写映画化とテレビアニメ化であることが明かされている。

## あらすじ
吸血鬼の蘭丸はバンパイアハンターに追われ、瀕死の状態のところを幼い李仁に命を救ってもらってからというものの、10年近く、彼の家の老舗の銭湯・こいの湯で住みこみでアルバイトをしていた。「18歳の童貞」の血を好む蘭丸は、李仁の貞操を守り、血を目あてにしていた。しかし李仁は高校の入学式の日に、同じクラスの女子・葵に一目ぼれをしてしまう。蘭丸は李仁の童貞喪失を阻止するよう、行動に出る。

## 登場人物
声の項はテレビアニメ版における声優。演の項は実写映画版の俳優。舞台版キャストは#舞台を参照。
森 蘭丸（もり らんまる）
声 - 浪川大輔 / 演 - 吉沢亮
本作の主人公。450歳の吸血鬼で、「18歳の童貞」の血液が好み。
もともとは森蘭丸であったが、吸血鬼となった。主君である織田信長を失って以降は、名前を変えて土方歳三や坂本龍馬、太宰治など様々な偉人たちと関わっており、バブル景気の時代では大金を荒稼ぎしていた。
10年前、吸血鬼ハンターとの戦いで傷つき倒れていたところを幼い李仁に救われ、銭湯に住み込みで働きながら李仁の血液を狙うようになる。
李仁の血が最も美味しくなる18歳まで童貞を守らせるため、李仁と葵の恋を妨害すべく画策する。
立野 李仁（たつの りひと）
声 - 小林裕介 、永瀬アンナ（幼い李仁） / 演 - 板垣李光人
高校1年生の美少年。家は銭湯を営んでおり、4代目の息子。葵に好意を抱く。
名前の「李仁」は原作者の奥嶋が板垣をイメージして名付けたもの。
篠塚 葵（しのづか あおい）
声 - 風間万裕子 / 演 - 原菜乃華
本作のヒロイン。李仁の同級生。ピュア。蘭丸に好意を抱く。
篠塚 健（しのづか けん） / フランケン
声 - 八代拓 / 演 - 関口メンディー
葵の兄。脳筋。校内で恐れられる不良生徒。
蘭丸とのケンカで完敗して以降、蘭丸の義兄弟を自称して慕うようになる。
坂本 梅太郎（さかもと うめたろう）
声 - 小西克幸 / 演 - 満島真之介
李仁や葵のクラスの担任。正体は吸血鬼ハンター。坂本龍馬の子孫。
先祖の仇である蘭丸の命を狙っていたが、10年前に蘭丸が人間を吸血する姿に興奮して以降、蘭丸に吸血されることを求めるようになる。
山羽 カオル（やまば カオル） / ヤマンバ / カオルン
声 - 関根明良
ギャル軍団であるG4のリーダー。かわいいものを好む。
父親から暴力を受けており、それを隠すために濃い化粧をしている。李仁に好意を抱く。
森 長可（もり ながよし）
声 - 中村悠一 / 演 - 眞栄田郷敦
蘭丸の兄。蘭丸と同じ日に吸血鬼となった。
現代でも織田信長を崇拝し続けており、信長を救えなかった蘭丸に対して強い憎しみを抱いている。
立野 春彦（たつの はるひこ）
声 - 上田燿司 / 演 - 音尾琢真
李仁の父親。銭湯の3代目若旦那。おおらかな性格。
立野 珠緒（たつの たまお）
声 - 高橋美佳子 / 演 - 映美くらら
李仁の母親。料理上手。

## 作風

### 作品について
作者の奥嶋は古屋兎丸の作品が好きである。バンパイア作品に出演している声優の堀江瞬は、古屋の漫画が好きだが、絵と「バカな感じ」が古屋に通じるため、古屋の画風が好みであれば、本作は「刺さる」と話している。バカなことを「絶妙なさじ加減で、計算されつくされ」ながら、真面目でシニカルに描かれている。堀江によると、第1話の「18歳童貞」の場面で「このマンガ、絶対にくだらないな！」と思わせ、最高の掴みとなっており、男性キャラクターがイケメンのため、「イケメンたちのアホな戯れを眺めたい女性」や「バカさ加減」が男性に刺さる作品である。
漫画ライターのちゃんめいによると、「タイトルが近年稀に見るほど言いづらいことでも話題」となった作品である。

### オマージュについて
堀江によると、漫画家のオマージュが登場し、ギャグの場面では楳図かずお風、『賭博黙示録カイジ』、『ガラスの仮面』、『あしたのジョー』など、「発見したときに喜びにつながる」ような「元がわかる小ネタ」が多く描かれている。山崎まさよしの「One more time, One more chance」など歌詞のオマージュも登場し、「男のクソバカなノリを凝縮してる感じ」の作品となっている。
奥嶋はハロルド作石のファンである。奥嶋によると、ハロルドは藤子不二雄やつのだじろうのパロディをしているため、本作もパロディが登場している。

### 蘭丸について
堀江瞬によると、蘭丸は悲劇を「度外視してもありあまるカッコよさ」でありつつ、思春期の男子のような気持ち悪さが混在しているキャラクターである。
ちゃんめいによると「吸血鬼らしい眉目秀麗なビジュアル」であるが、「分かりやすい性格」でミステリアスさが皆無なキャラクターである。

## 制作背景

### 構想
作者の奥嶋は『インタビュー・ウィズ・ヴァンパイア』を見た際、「吸血鬼＝美しい男性」というイメージを抱いた。奥嶋自身が「イケメンや美しい男性を描くのが好き」だったため、いつか吸血鬼のネタをやりたいと考えていた。当初は吸血鬼の要素のみでネームを出したが、当時の女性担当編集者から軍服が好きな女性が結構いると教わり、それなら軍服推しでいこうと考え、「軍服さん〜吸血鬼と恋〜」が制作されている。後に見返すと、読み切りでは「キャラクターのビジュアルが少し幼すぎた」と奥嶋は話している。
奥嶋は「昭和の古き良き家族風景」のような「家族団欒のシーン」を好むため、会話の場面ではそれを意識して描いている。蘭丸の台詞については、Twitterでの腐女子やBTSが好きな妻など、「推しがいる人の情熱」を参考にしている。

### 設定など
『ババンババンバンバンパイア』では、恋愛相手が15歳であるため、年齢差をつけるよう「あえて大人っぽく」蘭丸を描いている。設定については、「ラブコメとしての一面」を描きたいと思い、「高校の3年間があれば青春や恋愛の話ができる」ため、この年代にし、「吸血鬼は処女の血を好む」イメージを「男に置き換えたら童貞」だと考え、「18歳童貞の血」という設定となっている。童貞のモデルは10歳の息子と昔の奥嶋で、高校時代はアホだったと思い出しながら描いている。
「思っていたものと実際では全く違う」となるように、意図的に人物相関図がぐちゃぐちゃになるようにしている。奥嶋がこの手法を行うのは、本作が初である。ラブコメは「くっついたら終わり」だと奥嶋は考えているため、どうにかくっつけさせないように意識して制作している。『うる星やつら』などの高橋留美子作品や、矢沢あいの『ご近所物語』のキャラクター配置などをラブコメの参考にしている。

### 少年誌初のBL
本作は少年誌初のBL作品である。同誌ではそれ以前に「同性愛を取り扱った作品」が存在していたため、編集部ではBL自体がNGだという意見はなかった。しかし『別冊少年チャンピオン』は少年誌であるため、「ボーイズ・ラブ」とはっきりと表現すると、「読者の間口が狭くなってしまう」と担当編集者は懸念していた。だが「少年誌初のBLマンガができるという期待」から「BL」という言葉を残したいと考え、駄洒落から「吸血鬼が出てくるからBはブラッディで、Lはラブコメ」として、「ブラッディ・ラブコメ」と担当編集者により名称がつけられている。奥嶋は過去に『アキラNo.2』を連載していた際、読者の8割が女性であり、同作がBLだという感想をTwitter上で目にし、ボーイズラブというジャンルを知った。『カチCOMI』（秋田書店）で『同棲ヤンキー赤松セブン』というボーイズラブの連載を開始した際に「すでに僕のふだん描いてる漫画はBL好きな方に需要がある」と考えていたため抵抗がなく、「むしろ新しいジャンルで面白そう」と考えていた奥嶋は、少年誌でのBLの執筆は挑戦的であるが、「少年誌だからという葛藤や苦労は全くなかった」が、「『2gether』を描いた経験は大きかった」と話している。ボーイズ・ラブの観点からすると、必然的に葵は邪魔な存在となるため、読者に嫌われないよう意識している。

## 反響・評価
読み切り「軍服さん〜吸血鬼と恋〜」を雑誌に掲載した際の反響については不明だが、奥嶋がTwitterに掲載した際には1万いいねくらいの反響があり、よいコメントがつくなど、読者から反応があった。本作の第1話はTwitter上で8万以上のいいねを得ており、BLファンから反響があった。
麒麟の川島明は、本作を「めちゃくちゃ絵が上手い」といい、面白いと評している。

## 聖地

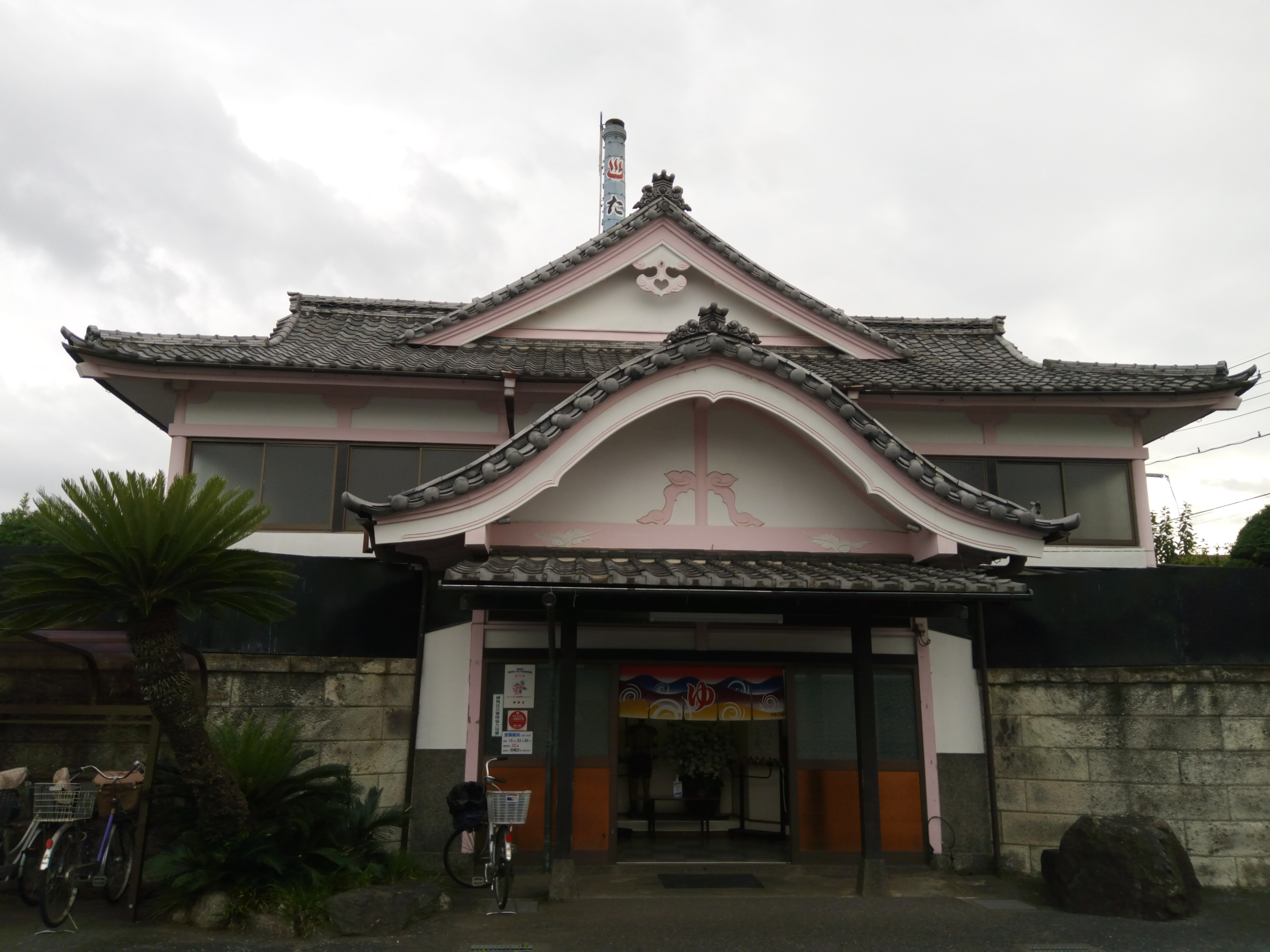
たつの湯

本作の舞台である「こいの湯」は、東京都練馬区石神井台にある「たつの湯」がモデルである。三助がいる銭湯として描かれている。奥嶋の過去作『入浴ヤンキース』でも「たつの湯」が登場している。当時の担当編集者が「銭湯とヤンキー」という提案をし、ノリで同作を銭湯を舞台としたが、実際に取材を行っていた。同作ではページの都合により裏側を描けなかったが、当時の取材を活かすため、本作の舞台が銭湯となっている。奥嶋は「銭湯自体もひとつのキャラクターになってくれたらいい」と考えている。
「たつの湯」は、昔は銭湯の裏側にある居住スペースに人が住んでいた。「たつの湯」は宮造りだが、宮造りは全体的に薄暗いため、「ここに吸血鬼を住まわせたら」という点から着想されている。

## コラボレート・イベントなど
2022年11月11日発売の『別冊少年チャンピオン』12月号にて、盆ノ木至の『吸血鬼すぐ死ぬ』とコラボレートし、描きおろしイラストを使用したクリアスタンドが付属している。
2023年7月7日から23日まで、単行本第5巻の発売を記念したフェアを東京都のbaseyard tokyoにて開催。複製原画や等身大パネルの展示などが行われた。

## 書誌情報
- 奥嶋ひろまさ『ババンババンバンバンパイア』秋田書店〈少年チャンピオン・コミックス〉、既刊11巻（2025年6月26日現在）
  1. 2022年3月15日初版発行（3月8日発売[18][20]）、ISBN 978-4-253-22973-9
  2. 2022年7月15日初版発行（7月7日発売[45][49]）、ISBN 978-4-253-22974-6
  3. 2022年11月15日初版発行（11月8日発売[50]）、ISBN 978-4-253-22975-3
  4. 2023年3月15日初版発行（3月8日発売[51]）、ISBN 978-4-253-22976-0
  5. 2023年7月15日初版発行（7月6日発売[52]）、ISBN 978-4-253-22977-7
  6. 2023年12月15日初版発行（12月7日発売[17][53]）、ISBN 978-4-253-22978-4
  7. 2024年3月15日初版発行（3月7日発売[54]）、ISBN 978-4-253-22979-1
  8. 2024年10月16日発売[55]、ISBN 978-4-253-22980-7
  9. 2024年12月16日発売[56]、ISBN 978-4-253-29494-2
  10. 2025年3月7日発売[57]、ISBN 978-4-253-29495-9
  11. 2025年6月26日発売[58]、ISBN 978-4-253-29496-6

## テレビアニメ
2025年1月から3月まで、テレビ朝日系列『IMAnimation』枠ほかにて放送された。

### スタッフ（テレビアニメ）
- 原作 - 奥嶋ひろまさ[6]
- 監督・脚本・音響監督 - 川崎逸朗[6]
- 助監督 - 球野たかひろ[6]
- キャラクターデザイン - 番由紀子[6]
- サブキャラクターデザイン・プロップデザイン - 南方麻奈美
- プロップデザイン - 池森絵美、増田俊介、田村亮太[6]
- 色彩設計 - 吉村智恵[6]
- 美術監修 - 加藤浩[6]
- 美術監督 - 坂上裕文[6]
- 美術設定 - 加藤浩、浅見由一[6]
- 撮影監督 - 小池里恵子[6]
- 編集 - 平木大輔[6]
- 2Dデザイン - 池内翔[6]
- 3DCGディレクター - 海瀬大[6]
- 特効 - 石原智美[6]
- 音響効果 - 小山恭正[6]
- 音響制作 - ビットグルーヴプロモーション[6]
- 音楽 - 市川淳[6]
- チーフプロデューサー - 白倉由紀子、阿部知司
- プロデューサー - 遠藤一樹、澤田愛理、後藤博紀、外川明宏、小口太郎、松井優子、佐藤勇太、鈴木寿広、大杉将俊、盛谷尚也
- アニメーションプロデューサー - 庄司航、吉田啓祐
- アニメーション制作 - GAINA[6]
- 製作 - アニメ「バババ」製作委員会

### 主題歌
「Bloody Liar」
BLUE ENCOUNTによるオープニングテーマ。作詞は田邊駿一、作曲・編曲は田邊駿一とBLUE ENCOUNT。
「NE-CHU-SHOW」
ぼっちぼろまるによるエンディングテーマ。作詞・作曲はぼっちぼろまる、編曲はぼっちぼろまると石井浩平。

### 各話リスト
| 話数   | サブタイトル         | 絵コンテ              | 演出         | 作画監督                                                                                               | 総作画監督               | 初放送日       |
| ------ | -------------------- | --------------------- | ------------ | --- | ------------------------ | -------------- |
| 第1話  | 銭湯の吸血鬼         | 川崎逸朗              | 川崎逸朗     | 増田俊介 モンテロン・ジャスリン                                                                        | 番由紀子                 | 2025年 1月11日 |
| 第2話  | 不愉快な吸血鬼       | 川崎逸朗              | 球野たかひろ | 池森絵美 南方麻奈美                                                                                    | 増田俊介 番由紀子        | 1月18日        |
| 第3話  | フランケンと吸血鬼   | 川崎逸朗              | 川崎逸朗     | モンテロン・ジャスリン 南方麻奈美                                                                      | 清丸悟 番由紀子          | 1月25日        |
| 第4話  | 雑魚寝の吸血鬼       | 川崎逸朗 球野たかひろ | 球野たかひろ | 大村将司 高原修司 池森絵美 増田俊介                                                                    | 増田俊介 番由紀子        | 2月1日         |
| 第5話  | 宿命の吸血鬼         | 金澤洪充              | 川崎逸朗     | 小川一郎 モンテロン・ジャスリン 南方麻奈美                                                             | 清丸悟 番由紀子          | 2月8日         |
| 第6話  | 迫られる吸血鬼       | 金澤洪充              | 球野たかひろ | 岩渕泰大 高原修司 ウクレレ善似郎 袴田裕二 増田俊介                                                     | 増田俊介 番由紀子        | 2月15日        |
| 第7話  | 八方塞がりの吸血鬼   | 川崎逸朗              | 川崎逸朗     | 小川一郎 モンテロン・ジャスリン 南方麻奈美                                                             | 番由紀子                 | 2月22日        |
| 第8話  | ギャルと吸血鬼       | 川崎逸朗 球野たかひろ | 球野たかひろ | 池森絵美 高原修司 袴田裕二 増田俊介                                                                    | 増田俊介 番由紀子        | 3月1日         |
| 第9話  | とある一家と吸血鬼   | 金澤洪充              | 川崎逸朗     | 岩渕泰大 ウクレレ善似郎 モンテロン・ジャスリン 南方麻奈美                                              | 清丸悟 番由紀子          | 3月9日         |
| 第10話 | 坂本先生と吸血鬼     | 川崎逸朗              | 須永賴太     | 八太悠 をがわゐちろを 江崎稔 中村与史子 高原修司 袴田裕二 大津晃平 石森愛 池森絵美 増田俊介 南方麻奈美 | 増田俊介 番由紀子        | 3月15日        |
| 第11話 | 恋と十字架と吸血鬼   | 田村亮太              | 田村亮太     | 田村亮太 岩渕泰大 大津晃平                                                                             | 番由紀子                 | 3月22日        |
| 第12話 | そして新たなる吸血鬼 | 川崎逸朗              | 川崎逸朗     | 池森絵美 モンテロン・ジャスリン 南方麻奈美 石森愛 大津晃平 ウクレレ善似郎                              | 増田俊介 清丸悟 番由紀子 | 3月29日        |

### 放送局
| 放送期間                | 放送時間                     | 放送局                                          | 対象地域 | 備考                                              |
| ----------------------- | ---------------------------- | ----------------------------------------------- | -------- | ------------------------------------------------- |
| 2025年1月11日 - 3月29日 | 土曜 23:30 - 日曜 0:00       | テレビ朝日（製作参加） ほか系列フルネット全24局 | 日本国内 | 字幕放送 / 『IMAnimation』枠                      |
| 2025年1月13日 - 3月31日 | 月曜 1:00 - 1:30（日曜深夜） | BS朝日                                          | 日本全域 | 製作参加 / BS/BS4K放送 / 字幕放送 / 『アニメA』枠 |
| 2025年1月19日 - 4月6日  | 日曜 21:30 - 22:00           | テレ朝チャンネル1                               | 日本全域 | CS放送                                            |

| 配信開始日    | 配信時間                   | 配信サイト | 備考     |
| ------------- | -------------------------- | ---------- | -------- |
| 2025年1月12日 | 日曜 0:00（土曜深夜） 更新 | Netflix    | 独占配信 |

| テレビ朝日系列 IMAnimation  | テレビ朝日系列 IMAnimation | テレビ朝日系列 IMAnimation            |
| 前番組                      | 番組名                     | 次番組                                |
| --------------------------- | -------------------------- | ------------------------------------- |
| ブルーロック VS. U-20 JAPAN | ババンババンバンバンパイア | 片田舎のおっさん、剣聖になる（第1期） |

## 実写映画
主演は吉沢亮。当初は2025年2月14日の公開を予定していたが、諸般の事情により公開延期になることが同年1月14日に発表された。同日、吉沢と所属事務所は、前年末に起こした自宅マンション隣室への無断侵入について公式サイトで謝罪コメントを発表していた。また、これに伴って同月21日に開催を予定していた完成披露試写会も中止となった。テレビアニメ最終回の放送終了と同時に新たな公開予定日が同年7月4日と発表された。

### キャスト（実写映画）
- 森蘭丸：吉沢亮
- 立野李仁：板垣李光人[7]
- 篠塚葵：原菜乃華[7]
- 篠塚健 / フランケン：関口メンディー[30]
- 坂本梅太郎：満島真之介[30]
- 織田信長：堤真一[64]
- 立野晴彦：音尾琢真[64]
- 立野珠緒：映美くらら[64]
- 立野長次郎：笹野高史[64]
- 森長可：眞栄田郷敦[30]
- ギャング：間宮祥太朗[65]
- 吸血鬼ハンター：アンミカ[66]
- 謎めいた男：栗原類[66]
- 夏祭りの腕相撲大会に出場する選手：青木マッチョ[66]

### スタッフ（実写映画）
- 原作：奥嶋ひろまさ『ババンババンバンバンパイア』（秋田書店『別冊少年チャンピオン』連載）
- 監督：浜崎慎治[7]
- 脚本：松田裕子[7]
- 主題歌：imase「いい湯だな 2025 imase×mabanua MIX」（Virgin Music / ユニバーサル ミュージック）[67]
- 挿入歌：甲田まひる「ナツロス」（Warner Music Japan）
- エグゼクティブプロデューサー：吉田繁暁、服部宣之[68]
- Co. エグゼクティブプロデューサー：新垣弘隆、村上弓[68]
- プロデューサー：鴨井雄一、井上千尋[68]
- 共同プロデューサー：大森氏勝[68]
- 監督補：高明[68]
- 撮影監督：吉田明義[68]
- 照明：つぐひらTKD[68]
- 録音：渡辺丈彦[68]
- 美術：丸尾知行、中川理仁[68]
- 装飾：吉村昌悟[68]
- キャラクターデザイン・衣装デザイン：澤田石和寛[68]
- 衣装・スタイリスト：天野泰葉[68]
- ヘア&メイクディレクター：結城藍[68]
- 特殊メイク・特殊造形：宗理起也[68]
- アクションデザイン：上堀内佳寿也[68]
- アクション監督：青木哲也[68]
- 助監督：野村愛[68]
- 制作担当：田中智明[68]
- 編集：瀧田隆一[68]
- VFXスーパーバイザー：山口幸治[68]
- ポスプロスーパーバイザー：朝海清史[68]
- プロダクション統括：佐藤正晃[68]
- ラインプロデューサー：湊谷恭史[68]
- 音楽プロデューサー：山田勝也[68]
- 協力プロデューサー：池田史嗣[68]
- アシスタントプロデューサー：田中裕章、井筒理沙子[68]
- 宣伝プロデューサー：筧万弥子
- 特別協力：たつの湯
- 制作プロダクション：ダーウィン[30]
- 制作協力：松竹映像センター
- 配給：松竹[30]
- 製作幹事：松竹、テレビ朝日[5][7]
- 製作：「ババンババンバンバンパイア」製作委員会[30]

## 舞台
Bloody Love 歌劇『ババンババンバンバンパイア』が2025年9月20日から25日まで東京国際フォーラム ホールCで上演。主演は水江建太、脚本は渡辺雄介、演出は川尻恵太が務める。略称「歌劇バババ」。

### キャスト（舞台）
- 森蘭丸：水江建太[11]
- 立野李仁：崎元リスト[11]
- 篠塚葵：井手柚花[11]
- 篠塚健：山野光[11]
- 坂本梅太郎：佐奈宏紀[11]
- 山羽カオル：滝澤エリカ[11]
- 立野春彦：髙木俊[11]
- 立野珠緒：美羽あさひ[11]
- 森長可：染谷俊之[11]
- アンサンブル：伊藤智則、岡村拓真、菅井理久、原池優、藤本裕真、宮原遥、溝口雄大、森田力斗[11]

### スタッフ（舞台）
- 脚本：渡辺雄介
- 演出：川尻恵太

### 主題歌（舞台）
「ビビビ！」（Produced by Alpha-Enterprise）作詞・作曲・編曲はいずれもあ子。